# Until Now
Until Now é a segunda coletânea musical do supergrupo sueco Swedish House Mafia. O álbum foi lançado em 22 de outubro de 2012. para aclamação da crítica, intitulada de "coletânea de 22 canções house's para as idades". Este foi o último álbum do trio, antes de cada membro partir, e cada um seguir carreira solo.

## Singles
- "Save the World" é o primeiro single lançado do álbum. Nos vocais do single, conta com a participação dos vocais John Martin. Ele alcançou a posição de número #4 na Suécia.
- "Antidote" (vs. Knife Party) é o segundo single do álbum, estreando a #4 posição nas paradas do Reino Unido.
- "Greyhound" é o terceiro single do álbum. A canção foi executada no Madison Square Garden, em dezembro de 2011.
- "Don't You Worry Child" é o quarto single do álbum, sendo executada pela primeira vez em um concerto no Reino Unido, no National Bowl, em 14 de julho de 2012. O single foi lançado na Europa, Ásia e Austrália em 14 de setembro de 2012; 18 de setembro de 2012 nos Estados Unidos e Canadá; e 7 de outubro de 2012 no Reino Unido.

## Lista de faixas

### Versão mixada
1. "Greyhound" (por Swedish House Mafia) – 4:10
2. "Here We Go" (por Hard Rock Sofa & Swanky Tunes) – 2:31
3. "In My Mind" (Axwell Remix) (por Ivan Gough and Feenixpawl featuring Georgi Kay) – 4:35
4. "Calling (Lose My Mind)" (por Sebastian Ingrosso & Alesso com participação de Ryan Tedder) – 4:00
5. "Atom"/"Leave the World Behind" – (por Nari and Milani/Axwell, Sebastian Ingrosso, Angello & Laidback Luke) – 3:02
6. "Antidote" (por Swedish House Mafia vs. Knife Party) – 2:53
7. "Walking Alone"/"Miami 2 Ibiza" (por Dirty South & Those Usual Suspects com participação de Erik Hecht/Swedish House Mafia vs. Tinie Tempah) – 4:09
8. "Resurrection" (Axwell Mix)/"Paradise" (por Michael Calfan/Coldplay) – 3:37
9. "The Wave" (Thomas Gold Mix) (por Miike Snow) – 3:25
10. "Ladi Dadi" (Tommy Trash Remix)/"Sing 2 Me"/"Alright" (por Steve Aoki com participação de Wynter Gordon/Thomas Gold/Red Carpet) – 4:09
11. "The Island" (Steve Angello, AN21 and Max Vangeli Remix) (por Pendulum) – 3:01
12. "Lights" (por Steve Angello & Third Party) – 3:31
13. "Raise Your Head"/"Epic" (por Alesso/Sandro Silva & Quintino) – 3:16
14. "Three Triangles"/"Trio"/"Teenage Crime" (por Hardwell/Arty, Matisse & Sadko/Adrian Lux) – 3:16
15. "Reload" (por Sebastian Ingrosso & Tommy Trash) – 3:54
16. "Euphoria" (Swedish House Mafia Extended Dub) (por Usher) – 3:27
17. "Don't You Worry Child" (por Swedish House Mafia com participação de John Martin) – 3:57
18. "Beating of My Heart" (Matisse & Sadko Remix)/"Sweet Disposition" (por M-3OX featuring Heidrun/The Temper Trap) – 3:50
19. "Every Teardrop Is a Waterfall" (por Coldplay vs. Swedish House Mafia) – 4:39
20. "You've Got the Love" (Mark Knight Remix)/"One" (por Florence and the Machine/Swedish House Mafia) – 4:24
21. "Heart Is King"/"Save the World" (Knife Party Remix) (por Axwell/Swedish House Mafia featuring com participação de John Martin) – 2:06
22. "Save the World"/"Punk" (Arty Remix) (por Swedish House Mafia/Ferry Corsten) – 3:52

### Versão sem mixagem (iTunes)
1. "Until Now" (Continuous DJ Mix) (por Swedish House Mafia) – 1:19:56
2. "Greyhound" por swedish House Mafia) – 6:50
3. "Here We Go" (por Hard Rock Sofa & Swanky Tunes) – 6:01
4. "In My Mind" (Axwell Mix) (por Ivan Gough & Feenixpawl com participação de Georgi Kay) – 6:39
5. "Calling (Lose My Mind)" (Extended Club Mix) (por Sebastian Ingrosso & Alesso com participação de Ryan Tedder) – 6:13
6. "Atom" (por Nari & Milani) – 5:35
7. "Leave the World Behind" (por Axwell, Ingrosso, Angello and Laidback Luke featuring Deborah Cox) – 6:51
8. "Antidote" (Radio Edit) (por Swedish House Mafia and Knife Party) – 2:59
9. "Walking Alone" (por Dirty South and Those Usual Suspects featuring Erik Hecht) –
10. "Miami 2 Ibiza" (Clean Radio Edit) (por Swedish House Mafia com participação de Tinie Tempah) – 2:56
11. "Resurrection" (Axwell's Recut Club Version) (por Michael Calfan) – 4:58
12. "Paradise" (por Coldplay) – 4:40
13. "The Wave" (Thomas Gold Remix Edit) (por Miike Snow) – 3:23
14. "Ladi Dadi" (Tommy Trash Remix) (por Steve Aoki com participação de Wynter Gordon) – 5:15
15. "Sing 2 Me" (por Thomas Gold) – 7:02
16. "Alright" (por Red Carpet) – 6:42
17. "The Island" (Steve Angello, AN21 & Max Vangeli Remix) (por Pendulum) – 6:40
18. "Lights" (por	Steve Angello & Third Party) – 5:08
19. "Raise Your Head" (por Alesso) – 5:51
20. "Epic" (por Sandro Silva & Quintino) – 5:57
21. "Three Triangles" (por Hardwell) – 7:18
22. "Trio" (por Arty, Matisse & Sadko) – 5:41
23. "Teenage Crime" (por Adrian Lux) – 	6:05
24. "Reload" (por	Sebastian Ingrosso & Tommy Trash) – 6:02
25. "Euphoria" (Swedish House Mafia Extended Dub) (por Usher) –	4:55
26. "Don't You Worry Child" (Radio Edit) (por Swedish House Mafia com participação de John Martin) – 3:33
27. "Beating of My Heart" (Matisse and Sadko Instrumental) (por M-3ox com participação de Heidrun) – 6:30
28. "Sweet Disposition" (por The Temper Trap) –	3:53
29. "Every Teardrop Is a Waterfall" (por Coldplay vs. Swedish House Mafia) – 6:48
30. "You Got the Love" (Mark Knight Remix) (por Florence and the Machine) – 8:08
31. "One" (Radio Edit) (por Swedish House Mafia) – 2:50
32. "Heart Is King" (Original Mix) (por Axwell) – 6:55
33. "Save the World" (Knife Party Remix) (por Swedish House Mafia) – 5:14
34. "Save the World" (Radio Mix) (por Swedish House Mafia) – 3:33
35. "Punk" (Arty Rock-n-Rolla Mix) (por Ferry Corsten) – 6:28
36. "Save the World" (vídeo da música) (por Swedish House Mafia) – 3:31
37. "Antidote" (vídeo da música) (por Swedish House Mafia) – 3:38

## Paradas e posições
| País/Parada (2012)                       | Melhor posição |
| ---------------------------------------- | -------------- |
| Alemanha (Media Control Charts)          | 26             |
| Austrália (ARIA Charts)                  | 12             |
| Áustria (Ö3 Austria Top 40)              | 10             |
| Bélgica (Ultratop 50 Flanders)           | 6              |
| Bélgica (Ultratop 40 Valônia)            | 12             |
| Canadá (Canadian Albums Chart)           | 7              |
| Dinamarca (Hitlisten)                    | 21             |
| Estados Unidos (Billboard 200)           | 14             |
| Estados Unidos (Dance/Electronic Albums) | 1              |
| Estados Unidos (Digital Albums)          | 6              |
| Estados Unidos (Hot Dance Club Songs)    | 1              |
| Finlândia (Suomen virallinen lista)      | 25             |
| França (SNEP)                            | 41             |
| Irlanda (Irish Albums Chart)             | 1              |
| Itália (FIMI)                            | 10             |
| Noruega (VG-lista)                       | 21             |
| Nova Zelândia (RIANZ)                    | 29             |
| Países Baixos (MegaCharts)               | 6              |
| Portugal (AFP)                           | 17             |
| Reino Unido (UK Compilation Albums)      | 1              |
| Reino Unido (UK Official Download Chart) | 1              |
| Reino Unido (UK Dance Chart)             | 1              |
| Suécia (Sverigetopplistan)               | 3              |
| Suíça (Schweizer Hitparade)              | 7              |